# 820-as évek
Évszázadok: 8. század – 9. század – 10. század
Évtizedek: 770-es évek – 780-as évek – 790-es évek – 800-as évek – 810-es évek – 820-as évek – 830-as évek – 840-es évek – 850-es évek – 860-as évek – 870-es évek
Évek: 820 821 822 823 824 825 826 827 828 829